# Lista de prefeitos de Santa Rosa do Purus
Esta é a lista de prefeitos do município de Santa Rosa do Purus, estado brasileiro do Acre.
| Nº | Nome                                                                             | Imagem                | Partido                                      | Início do mandato      | Fim do mandato                          | Observações                           |
| 1  | Antonio Roque de Carvalho                                                        |                       | Partido Democrático Social PDS               | 1° de janeiro de 1993  | 31 de dezembro de 1996                  | Prefeito eleito em sufrágio universal |
| 2  | Manoel Lopes Duarte                                                              |                       | Partido Progressista Brasileiro PPB          | 1° de janeiro de 1997  | 31 de dezembro de 2000                  | Prefeito eleito em sufrágio universal |
| 3  | José Altamir Taumaturgo Sá, Tamir (Sena Madureira, 11.10.1972–)                  |                       | Partido dos Trabalhadores PT                 | 1° de janeiro de 2001  | 31 de dezembro de 2004                  | Prefeito eleito em sufrágio universal |
| 3  | José Altamir Taumaturgo Sá, Tamir (Sena Madureira, 11.10.1972–)                  | 1° de janeiro de 2005 | Partido dos Trabalhadores PT                 | 31 de dezembro de 2008 | Prefeito reeleito em sufrágio universal |                                       |
| 4  | José Brasil Barbosa da Silva, Zé Brasil (Sena Madureira, 07.09.1962–)            |                       | Partido dos Trabalhadores PT                 | 1° de janeiro de 2009  | 31 de dezembro de 2012                  | Prefeito eleito em sufrágio universal |
| 5  | Rivelino da Silva Mota (Santa Rosa do Purus, 30.03.1974–)                        |                       | Partido da Social Democracia Brasileira PSDB | 1° de janeiro de 2013  | 31 de dezembro de 2016                  | Prefeito eleito em sufrágio universal |
| 6  | Francisco de Assis Fernandes da Costa, Assis Moura (Sena Madureira, 05.09.1965–) |                       | Partido Republicano Progressista PRP         | 1° de janeiro de 2017  | 31 de dezembro de 2020                  | Prefeito eleito em sufrágio universal |
| 7  | José Altamir Taumaturgo de Sá, Tamir de Sá (Sena Madureira, 11.10.1972–)         |                       | Movimento Democrático Brasileiro MDB         | 1° de janeiro de 2021  | 31 de dezembro de 2024                  | Prefeito eleito em sufrágio universal |
| 7  | José Altamir Taumaturgo de Sá, Tamir de Sá (Sena Madureira, 11.10.1972–)         | 1° de janeiro de 2025 | Movimento Democrático Brasileiro MDB         | Atualidade             | Prefeito reeleito em sufrágio universal |                                       |